# جودوين دافي
جودوين دافي (بالإنجليزية: Godwin Davy)‏ (15 ديسمبر 1979 - ) هو لاعب كرة قدم بريطاني في مركز حراسة المرمى. شارك مع منتخب أنغويلا لكرة القدم.

## وصلات خارجية
- جودوين دافي على موقع الاتحاد الدولي (مؤرشف)  (الإنجليزية)
- جودوين دافي على موقع قاعدة بيانات كرة القدم.إي يو (الإنجليزية)
- جودوين دافي على موقع ناشيونال فوتبول تيمز (الإنجليزية)